# (22102) Karenlamb
(22102) Karenlamb (2000 JR61) – planetoida z pasa głównego asteroid okrążająca Słońce w ciągu 4,68 lat w średniej odległości 2,8 j.a. Odkryta 7 maja 2000 roku.